# Lily LaBeau
Lily LaBeau (Washington; 20 de enero de 1991) es una actriz pornográfica y modelo erótica estadounidense.

## Biografía
Lily LaBeau, nombre artístico de Lacy Donovan, nació en el estado de Washington en enero de 1991, en una familia de ascendencia irlandesa y panameña. Durante su infancia vivió en Seattle (Washington) y Payson (Arizona). A los 17 años se trasladó a Nueva York, donde comenzó una carrera como modelo y participó en diversos concursos de moda.
En 2009, LaBeau comenzó a trabajar como modelo con el nombre artístico Lily Lubs. Debutaría en la industria para adultos en octubre de ese mismo año. Su primera escena fue para la web Dare Domr, perteneciente a Reality Kings.
Como actriz, ha trabajado para productoras como Evil Angel, Hustler, Elegant Angel, New Sensations, Girlfriends Films, 21Sextury, SexArt, Burning Angel, SexArt, Adam & Eve, Kink.com, Vixen, Girlsway, Brazzers, Penthouse o Naughty America.
En 2013 debutó como directora con la película Manhunt Ibiza, que también protagonizaría.
Ha trabajado en más de 670 películas como actriz.
Algunas películas de su filmografía son Real Female Orgasms 15, ATK Hairy Muff Munchers, Baby Sitters Gang, Eat Me Out, Foot Fetish Daily 6, Girls Kissing Girls 9, Her Little Secret, Legends and Starlets 6, Monster Meat 22, Prison Girls o This Ain't Nurse Jackie XXX.

## Premios y nominaciones
| Año  | Ceremonia                   | Resultado | Premio                                                       | Trabajo                            |
| ---- | --------------------------- | --------- | ------------------------------------------------------------ | ---------------------------------- |
| 2010 | Premios XRCO                | Nominada  | Mejor actriz revelación                                      | —                                  |
| 2011 | Virtual Awards              | Nominada  | Actriz porno del año                                         | —                                  |
| 2011 | Premios XRCO                | Nominada  | Mejor actriz revelación                                      | —                                  |
| 2012 | Premios AVN                 | Nominada  | Mejor escena de trío M-H-M                                   | Pervert                            |
| 2012 | Premios AVN                 | Nominada  | Mejor escena de trío H-M-H                                   | Legs Up Hose Down                  |
| 2012 | Premios AVN                 | Nominada  | Mejor escena de sexo lésbico                                 | Prison Girls                       |
| 2012 | Premios AVN                 | Nominada  | Artista femenina del año                                     | —                                  |
| 2012 | Premios AVN                 | Nominada  | Mejor actriz                                                 | Incredible Hulk: A XXX Porn Parody |
| 2012 | Premios AVN                 | Nominada  | Mejor escena escandalosa de sexo                             | Incredible Hulk: A XXX Porn Parody |
| 2012 | Premios AVN                 | Nominada  | Mejor escena de sexo chico/chica                             | Pervert                            |
| 2012 | Premios AVN                 | Nominada  | Mejor actriz de reparto                                      | Pervert                            |
| 2012 | Urban X Awards              | Nominada  | Mejor escena de trío                                         | Baby Sitters Gang                  |
| 2012 | Premios XBIZ                | Nominada  | Artista femenina del año                                     | —                                  |
| 2012 | Premios XBIZ                | Nominada  | Mejor actriz de reparto                                      | Taxi Driver: A XXX Parody          |
| 2013 | Premios AVN                 | Nominada  | Mejor actriz                                                 | Wasteland                          |
| 2013 | Premios AVN                 | Nominada  | Artista femenina del año                                     | —                                  |
| 2013 | Premios AVN                 | Nominada  | Mejor escena de sexo lésbico                                 | Wasteland                          |
| 2013 | Premios AVN                 | Nominada  | Mejor escena de sexo en grupo                                | Wasteland                          |
| 2013 | Nightmoves                  | Nominada  | Mejor actriz porno                                           | —                                  |
| 2013 | Sex Awards                  | Nominada  | Estrella adulta más sexy                                     | —                                  |
| 2013 | Spank Bank Awards           | Nominada  | La más fotogénica                                            | —                                  |
| 2013 | Spank Bank Awards           | Nominada  | Mujer más sexy                                               | —                                  |
| 2013 | Spank Bank Awards           | Nominada  | Dirty Little Slut of the Year                                | —                                  |
| 2013 | Spank Bank Awards           | Nominada  | Dirty Little Slut of the Year                                | —                                  |
| 2013 | Spank Bank Awards           | Nominada  | Pussy Eating Princess of the Year                            | —                                  |
| 2013 | Spank Bank Awards           | Nominada  | Breakout Star of the Year                                    | —                                  |
| 2013 | Spank Bank Awards           | Nominada  | Clam Crazed Cooze of the Year                                | —                                  |
| 2013 | Spank Bank Awards           | Nominada  | Best All Around Porn Goddess                                 | —                                  |
| 2013 | Spank Bank Awards           | Nominada  | Fans' Favorite Slut                                          | —                                  |
| 2013 | Spank Bank Awards           | Ganadora  | Most Beautiful Seductress                                    | —                                  |
| 2013 | Spank Bank Techincal Awards | Ganadora  | Most Crush Worthy Cooze                                      | —                                  |
| 2013 | Spank Bank Techincal Awards | Ganadora  | Top Thespian Tart                                            | —                                  |
| 2013 | Spank Bank Techincal Awards | Nominada  | Mejor actriz                                                 | Wasteland                          |
| 2013 | Premios XBIZ                | Nominada  | Artista femenina del año                                     | —                                  |
| 2013 | Premios XBIZ                | Ganadora  | Mejor actriz protagonista                                    | Wasteland                          |
| 2013 | Premios XBIZ                | Nominada  | Mejor escena de sexo en película protagonista                | Wasteland                          |
| 2013 | Premios XBIZ                | Nominada  | Mejor actriz en película parodia                             | This Ain't Nurse Jackie XXX        |
| 2014 | Premios AVN                 | Nominada  | Estrella mainstream del año                                  | —                                  |
| 2014 | Premios XBIZ                | Nominada  | Mejor actriz en película lésbica                             | Harry Sparks' The Vampire Mistress |
| 2014 | Premios XBIZ                | Nominada  | Mejor escena de sexo en película lésbica                     | Harry Sparks' The Vampire Mistress |
| 2015 | Premios AVN                 | Nominada  | Mejor escena de sexo lésbico en grupo                        | Pretty Sloppy 5                    |
| 2015 | Premios AVN                 | Nominada  | Mejor escena de trío M-H-M                                   | Proud Parents                      |
| 2015 | Spank Bank Awards           | Nominada  | La más fotogénica                                            | —                                  |
| 2016 | Spank Bank Awards           | Nominada  | La más fotogénica                                            | —                                  |
| 2016 | Spank Bank Awards           | Nominada  | Life Sized Human Hand Puppet (Best Fistee)                   | —                                  |
| 2016 | Spank Bank Awards           | Nominada  | Spanking Slut of the Year                                    | —                                  |
| 2016 | Spank Bank Awards           | Nominada  | Tortured Fuck Doll of the Year                               | —                                  |
| 2017 | Premios AVN                 | Nominada  | Premio fan: Estrella mediática                               | —                                  |
| 2017 | Spank Bank Awards           | Nominada  | Red Bottomed Babe of the Year                                | —                                  |
| 2017 | Spank Bank Awards           | Nominada  | Most Beautiful Seductress                                    | —                                  |
| 2017 | Spank Bank Awards           | Nominada  | Fetish Virtuoso of the Year                                  | —                                  |
| 2017 | Spank Bank Awards           | Nominada  | Gangbanged Girl of the Year                                  | —                                  |
| 2017 | Spank Bank Awards           | Nominada  | Most Luscious Labia                                          | —                                  |
| 2017 | Spank Bank Awards           | Ganadora  | Most Photogenic Nymphomaniac                                 | —                                  |
| 2017 | Spank Bank Awards           | Nominada  | Cumback of the Year                                          | —                                  |
| 2017 | Spank Bank Awards           | Nominada  | Customs Specialist of the Year                               | —                                  |
| 2017 | Spank Bank Awards           | Nominada  | Empress of Nipple Paradise                                   | —                                  |
| 2017 | Spank Bank Awards Technical | Ganadora  | Disgustingly Romantic World Traveler                         | —                                  |
| 2017 | Spank Bank Awards Technical | Ganadora  | TSA's Most Patted-Down Passenger                             | —                                  |
| 2018 | Premios XBIZ                | Nominada  | Mejor escena de sexo en película de parejas o temática       | The Mistress                       |
| 2018 | Spank Bank Awards           | Ganadora  | Best 'O' Face                                                | —                                  |
| 2018 | Spank Bank Awards           | Nominada  | Best Swallower                                               | —                                  |
| 2018 | Spank Bank Awards           | Nominada  | Cock Worshipper of the Year                                  | —                                  |
| 2018 | Spank Bank Awards           | Nominada  | Creampied Cutie of the Year                                  | —                                  |
| 2018 | Spank Bank Awards           | Nominada  | Facial Cum Target of the Year                                | —                                  |
| 2018 | Spank Bank Awards           | Nominada  | Most Fuckable Feet                                           | —                                  |
| 2018 | Spank Bank Awards           | Nominada  | Most Photogenic Nymphomaniac                                 | —                                  |
| 2018 | Spank Bank Techincal Awards | Ganadora  | Magnificent Mythical Being                                   | —                                  |
| 2019 | Premios AVN                 | Nominada  | Mejor actriz de reparto                                      | Star Wars: The Last Temptation     |
| 2019 | Premios AVN                 | Nominada  | Mejor escena de sexo lésbico grupal en producción extranjera | Star Wars: The Last Temptation     |
| 2020 | Premios AVN                 | Nominada  | Mejor escena de sexo en grupo                                | Blacked Raw 21                     |
| 2021 | Premios AVN                 | Nominada  | Aparición mainstream del año                                 | Cam Girlfriend                     |